# Felipe Sahagún
Felipe Maraña Marcos, más conocido como Felipe Sahagún (La Bañeza, León, 1953), es un periodista español, especializado en política internacional.  Es profesor de Relaciones Internacionales en la Facultad de Ciencias de la Información de la Universidad Complutense de Madrid desde 1980 pasando a ser titular en 1987.
Miembro del Consejo Editorial del periódico diario El Mundo. Utiliza el pseudónimo de Luis Oz cuando firma las colaboraciones sobre radio que escribe en El Mundo.
Doctor en Ciencias de la Información por la Universidad Complutense de Madrid en 1985. En 1976-1977 cursó el máster de Periodismo en la Universidad de Columbia y de 1977 a 1979 en la misma Universidad, el máster de Relaciones Internacionales. Fue corresponsal de Radio Nacional de España en Estados Unidos en los años 1970. De 1986 a 1989 dio clases de Reporterismo y Redacción en el máster de Periodismo del diario El País. Fue jefe de Internacional de Radio Nacional en España entre 1980 y 1986. 
Es hermano del también periodista Jesús Maraña.

## Libros publicados
- El mundo fue noticia: Corresponsales españoles en el extranjero : la información internacional en España (Colección Investigaciones) (1986)
- Europa ante el siglo XXI (Estudios jurídicos internacionales y europeos) (1992)
- De Gutenberg a Internet, (primera edición  1998,   segunda 2004).